# Santa Isabel (1916)
Il Santa Isabel è stato un piroscafo postale spagnolo appartenente alla Società Transatlantica Spagnola, famoso per la tragedia avvenuta allo stesso il 2 gennaio 1921 nei pressi dell'isola di Sálvora, nella regione della Galizia, in Spagna, mentre si dirigeva verso la città di Cadice.

## Naufragio
La Santa Isabel partì alle 1:00 PM con destinazione Vilagarcía de Arousa, con a bordo ottantaquattro membri dell'equipaggio e centottantacinque passeggeri, sotto il comando di Esteban García Muñiz. A seguito l'arrivo di una forte tormenta, il capitano García Muñiz decise di ridurre la velocità del piroscafo. Alle 01:30 del 2 gennaio la Santa Isabel si incagliò duecento metri a sud-ovest dell'isola di Sálvora, vicino all'estuario dell'Arosa. Le rocce aprirono diverse falle nello scafo della nave e l'acqua cominciò ad entrare al suo interno. La Santa Isabel era dotata di un radiotelefono, ma l'unico messaggio emesso dalla nave prima che l'elettricità a bordo venisse a mancare a causa dell'allagamento della sua sala macchine è stato: “Estamos encima de las rocas de Sál…” (Siamo sulle rocce di Sál…). Sebbene il messaggio sia stato ricevuto da altre navi, queste non sono state in grado di prestare soccorso.
Le giovani María Fernández Oujo, Josefa Fermata e Cipriana Oujo Maneiro, di 14, 16 e 24 anni rispettivamente, hanno salvato tra le quindici e le venti persone in vari viaggi a bordo di pescherecci partiti da Sálvora. Il naufragio provocò la morte di duecentotredici persone. Sopravvissero cinquantasei persone, tra le quali il capitano García Muñiz e il macchinista Juan Antonio Pérez Cano.
Nel 2019, la regista spagnola Paula Cons ha portato al cinema il dramma della Santa Isabel con il titolo "La isla de las mentiras" (L'isola delle bugie).